# Amphicar
L’Amphicar Model 770 est une voiture amphibie, lancée au Salon de l'automobile de New York en 1961, fabriquée en Allemagne de l'Ouest et commercialisée de 1961 à 1968. Sa production a été arrêtée en 1965.
Conçue par Hans Trippel, l’Amphicar était construite par le groupe Quandt à Lübeck et à Berlin-Borsigwalde, avec un total de 3 878 exemplaires, produits en une seule génération.
Descendante de la Volkswagen Schwimmwagen, l’Amphicar n’offre que des performances modestes par rapport à la plupart des bateaux et voitures contemporaines. Elle est équipée de feux de navigation et d’un mât de pavillon sur le capot arrière afin de satisfaire aux exigences des garde-côtes. Après une utilisation dans l’eau, il est nécessaire de graisser treize points du véhicule ainsi que de retirer la banquette arrière.
Le nom Amphicar est un mot-valise composé avec les mots  amphibie et car, « voiture » en anglais.

## Description (Amphicar Model 770, modèle de 1966)
Moteur : 4 cylindres Triumph de 1 147 cm3, taux de compression de 8.0 évalué à 38,3 ch.
Chassis : 
| Longueur totale       | 4,343 m                              |
| Largeur totale        | 1,549 m                              |
| Hauteur               | 1,524 m                              |
| Diamètre de braquage  | 9,398 m                              |
| Empattement           | 2,134 m                              |
| Train avant           | 1,219 m                              |
| Train arrière         | 1,245 m                              |
| Capacité du réservoir | 49,7 litres                          |
| Poids à vide          | 1 050 kg (carburant et huile inclus) |

## Apparence

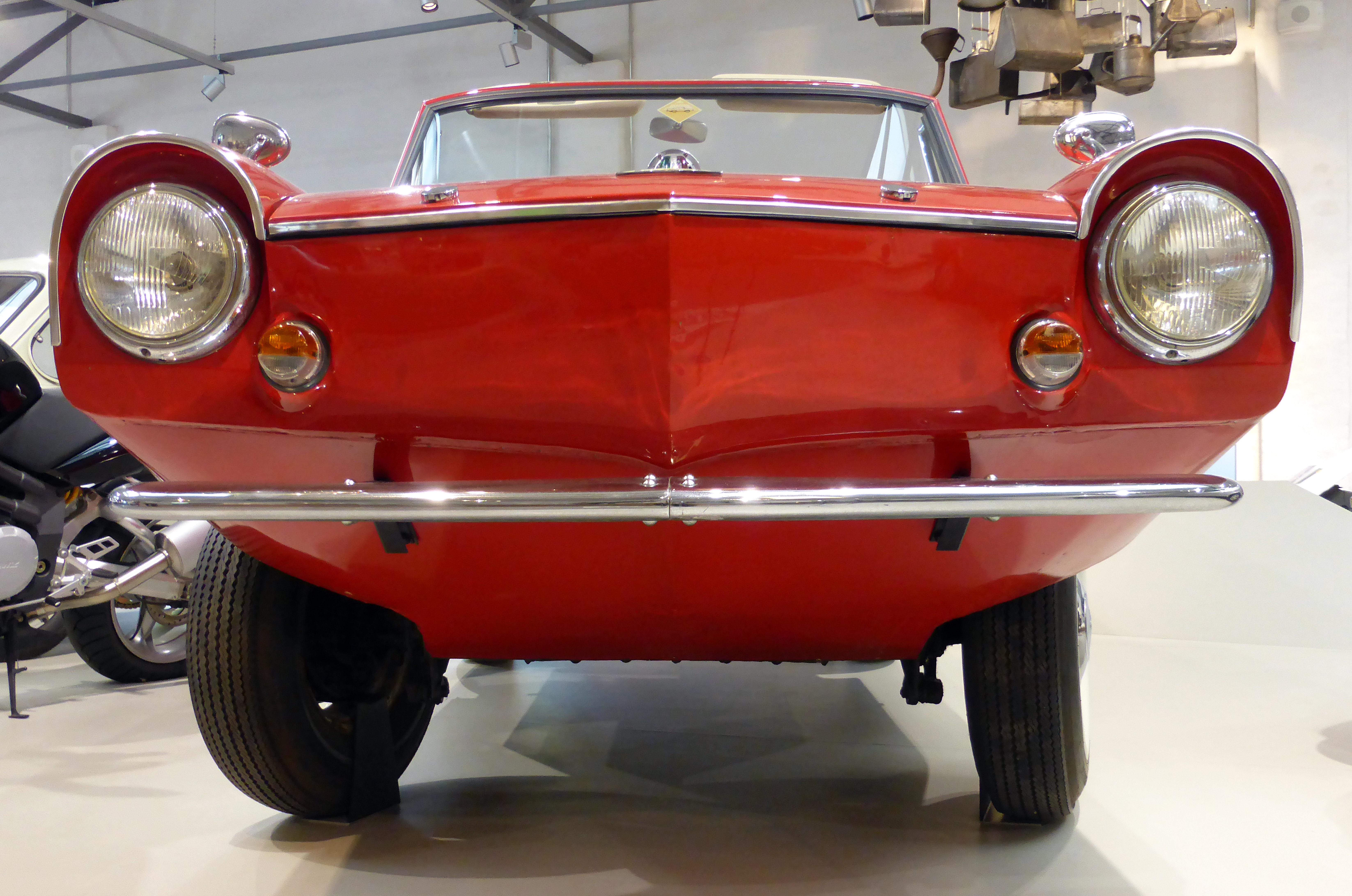
Gros plan de la face avant d’une Amphicar légèrement pointue avec le décrochement net derrière le pare-chocs.

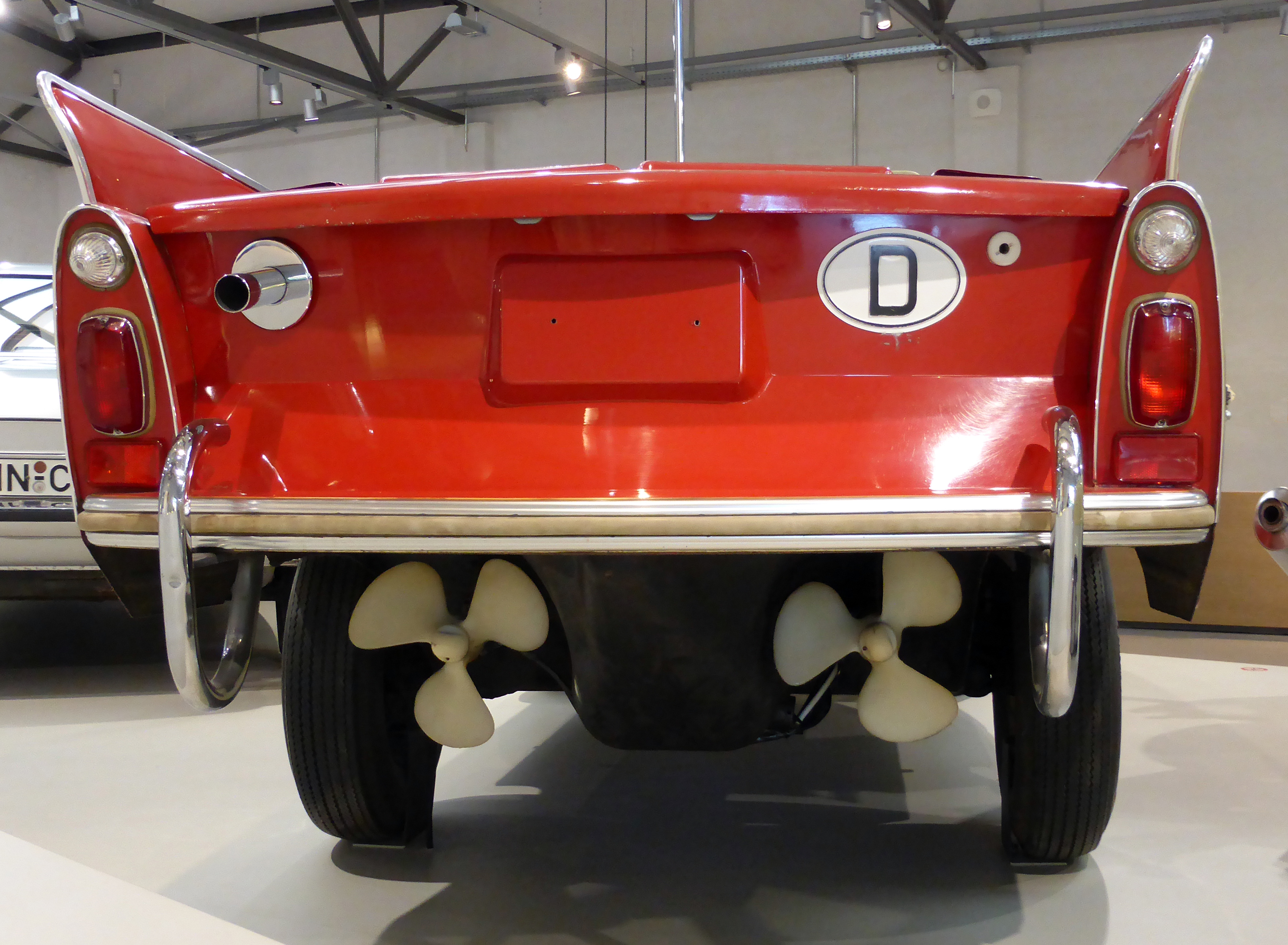
L’arrière de l’Amphicar avec la sortie d’échappement placée haut et les hélices sous le pare-chocs.

Logo Amphicar.

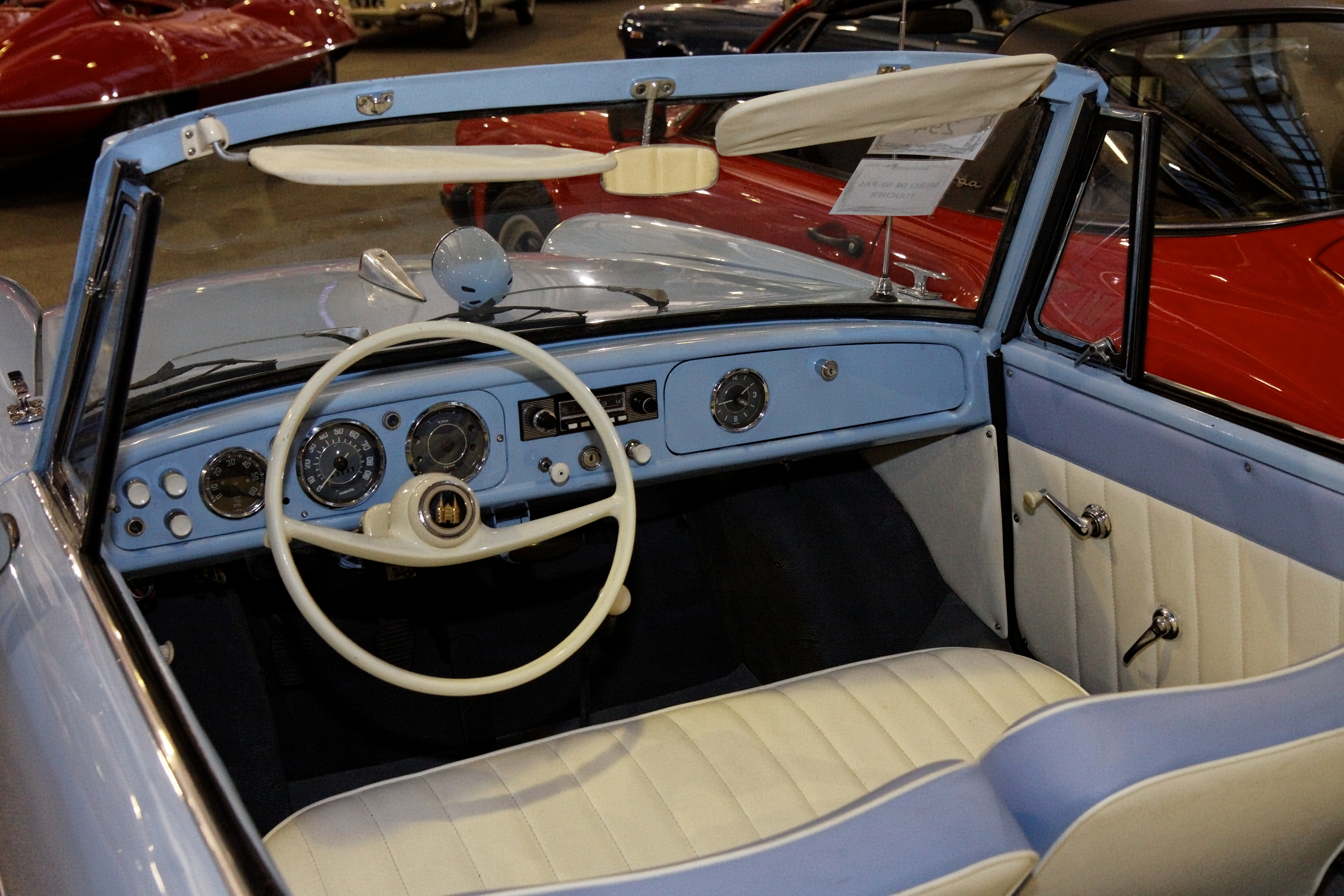
L’habitacle d’une Amphicar.

L’Amphicar est un cabriolet. La coque est faite d’un seul tenant, comme un bateau, sans aucune rupture de surface ni jointure entre les différentes pièces de carrosserie pour assurer l’étanchéité. Le pare-brise en une pièce est incurvé. La partie inférieure de la face avant est légèrement pointue et coupée nettement en dessous. Les roues sont positionnées bas pour que l’assiette du véhicule se trouve haute au-dessus du sol, sur la terre ferme. Au niveau des roues, il y a une continuité de la coque à l’intérieur des passages de roues et les bras de suspension sont fixés complètement à l’extérieur de la coque de flottaison. Près des suspensions, ainsi qu’un peu partout tout autour de la voiture au niveau des soubassements, il y a de petits graisseurs pour lubrifier toutes les parties mobiles qui se trouvent à l’extérieur de la coque. Les barres de direction, derrière les roues avant, sont protégées du flux de l’eau afin de ne pas être endommagées si on passait sur des bouts de bois éventuellement rencontrés lors de la navigation.
Les pare-chocs avant et arrière sont placés bas sur la carrosserie (mais assez haut par rapport au sol sec). La propulsion en mode hydraulique est assurée par deux hélices montées sous le pare-chocs arrière. L'Amphicar est construite avec un alliage d’acier au carbone. C’est une voiture qui était essentiellement destinée aux États-Unis avec un style propre à ce marché à la fin des années 1950 et au début des années 1960. En 1959, quand elle a été conçue, c’était la mode des ailerons arrière qui étaient parfaitement inutiles et surdimensionnés. L’Amphicar n’échappe pas à cette règle, mais avec elle, les ailerons acquièrent une utilité car ils protègent le moteur des vagues.
Le capot moteur, à l’arrière, peut s’ouvrir depuis la banquette. Ses charnières sont positionnées sur le côté gauche, ce qui permet l’accès au moteur sans quitter l’habitacle en cas de panne sur l’eau.

## Groupe motopropulseur
Le moteur de l’Amphicar est monté à l’arrière, entraînant les roues arrière par le biais d’une transmission manuelle à 4 vitesses. Pour une utilisation dans l’eau, le même moteur entraîne une paire d’hélices réversibles placées sous le pare-chocs arrière, avec un deuxième levier de vitesses s’engageant en avant ou en arrière. Une fois dans l'eau, le levier de vitesses principal (pour la route) est normalement laissé au point mort. En engageant la première vitesse de ce levier principal tout en gardant la marche avant sur le levier des hélices à l'approche d'une rampe de mise à l'eau, l'Amphicar peut sortir de l'eau par elle-même.
Avant le démarrage du moteur, tout comme sur un bateau, il faut mettre en marche le ventilateur de cale pour évacuer les vapeurs d’essence qui risqueraient d’exploser dans l’environnement confiné du compartiment moteur,

## Performances

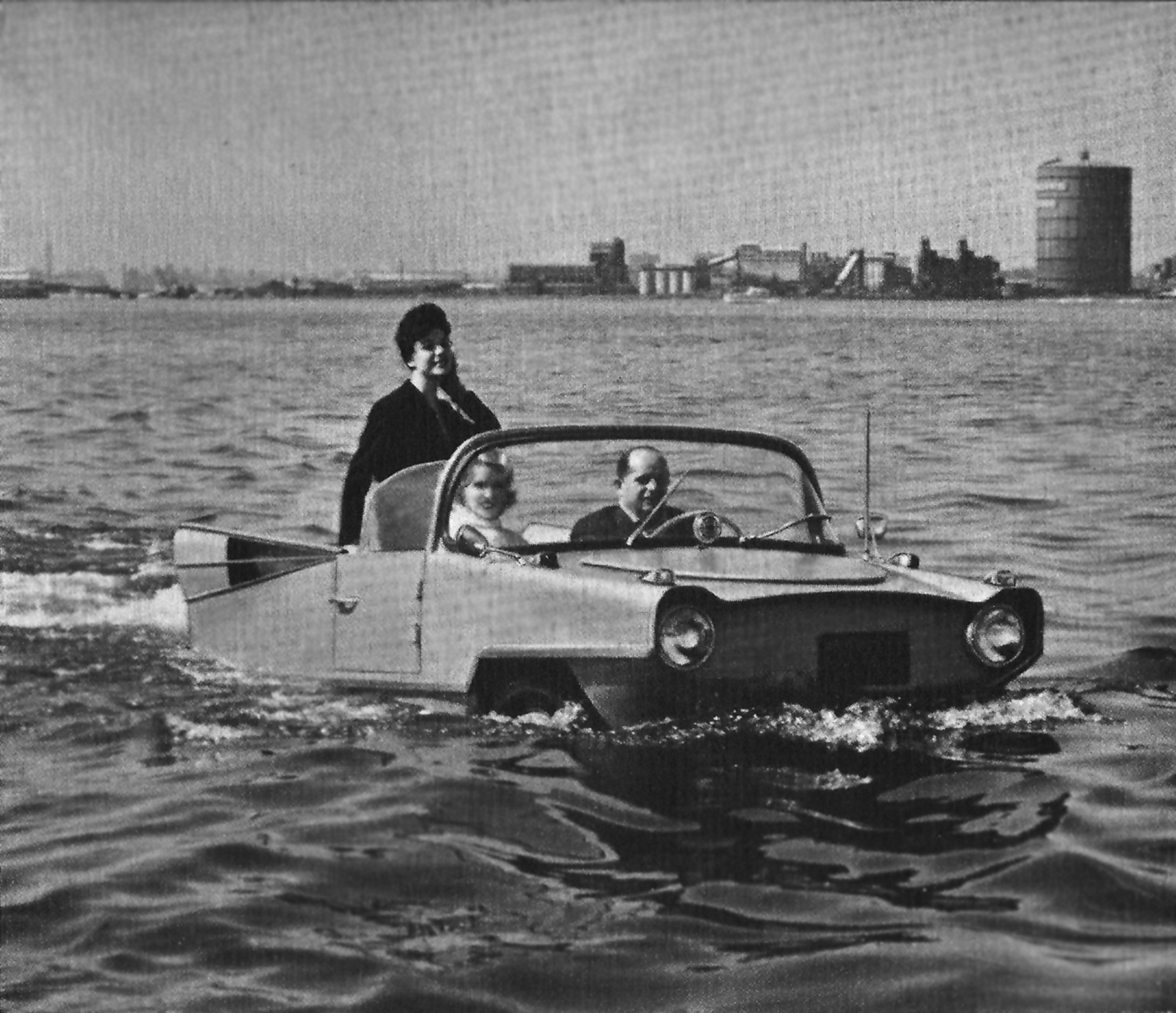
Un prototype de l’Amphicar en 1960.

L’Amphicar est équipée du moteur Standard SC de 1 147 cm3 du roadster anglais Triumph Herald 1200. De nombreux moteurs avaient été essayés dans les prototypes, mais le Triumph était à la pointe de la technologie en 1961 et possédait la combinaison nécessaire de performances, de poids, de facilités d’utilisation, et de fiabilité. Des versions remises à jour de ce moteur sont restées en production dans la Triumph Spitfire jusqu'en 1980.
Le moteur de l’Amphicar a une puissance de 43 ch (32 kW) à 4 750 tr/min, ce qui est un peu plus que le Triumph Herald, en raison d'un échappement plus court. Désigné comme le modèle 77, l’Amphicar pouvait atteindre une vitesse de 7 nœuds dans l’eau et une vitesse de 112 km/h à terre, c’est-à-dire 70 miles à l’heure (l’Amphicar était à l’origine destinée au marché américain). Les versions ultérieures du moteur ont vu leur cylindrée augmenter de 1 296 cm3 à 1 493 cm3 et ont délivré jusqu'à 75 ch (56 kW). Certains propriétaires d’Amphicar ont installé ces moteurs pour améliorer leurs performances.
En grande partie à cause des performances modestes dans et hors de l'eau, un des propriétaires a déclaré : « Ce n'est pas une bonne voiture et ce n'est pas un bon bateau, mais ça va très bien ». Un autre a ajouté : « Nous pensons que c'est la voiture la plus rapide sur l'eau et le bateau le plus rapide sur la route. »
Dans l’eau aussi bien que sur terre, l’Amphicar se dirige avec les roues avant, ce qui le rend moins manœuvrable qu’un bateau traditionnel. Cependant, la maniabilité du volant devient beaucoup plus aisée une fois à l’eau. C’est comme si on passait d’une direction dure sur la terre ferme à une direction ultra assistée sur les flots. Dan Neil du Time l'a qualifié de « véhicule promettant de révolutionner la noyade », expliquant : « Sa flottabilité dépendait entièrement de la capacité de la pompe de cale à résister aux fuites. » En réalité, une Amphicar bien entretenue ne fuit pas, et tous les modèles peuvent être laissés dans l'eau, garés à un quai, pendant plusieurs heures.
Une fois installé à bord, avant d’aller à l’eau, il ne faut pas oublier de tourner une petite manette chromée, située à l’intérieur de chacune des portières, qui permet de resserrer la fermeture de celles-ci en comprimant les joints afin de garantir l’étanchéité.

## Histoire
La production a commencé à la fin des années 1950. Fin 1963, la production complète a été arrêtée. De 1963 à 1965, les voitures ont été assemblées à partir de stocks d'obus et de pièces constituées en prévision de la vente de 25 000 unités. Les dernières Amphicar ont été assemblées en 1965. Les voitures ont été millésimées par rapport à l'année de leur vente plutôt que celle de leur production. Par exemple, une Amphicar non vendue et assemblée en 1963 ou 1965 pouvait porter le millésime de 1967 ou 1968 s'il s'agissait de sa première vente. Bien qu’aucun exemplaire ne puisse plus être vendu aux États-Unis à partir de 1968, à cause de nouvelles normes environnementales et d'émissions de l'USDOT, ainsi que de nouvelles normes pour les équipements de sécurité, les Amphicar (qui n’étaient pas équipées de ceintures de sécurité) étaient toujours disponibles dans d'autres pays en 1968. Hugh Gordon, de Santa Fe Springs en Californie, finit par acheter le reste des pièces inutilisées.
La plupart des Amphicar ont été vendues aux États-Unis. Des exemplaires ont été vendus au Royaume-Uni à partir de 1964. La production totale a atteint 3 878 unités. Quatre-vint-dix-neuf Amphicar avec volant à gauche ont été converties en voitures avec volant à droite. Des Amphicar ont également été utilisées par la police de Berlin et d'autres ont été équipées pour des opérations de sauvetage.

## Spectacles et meetings avec des Amphicar
Les propriétaires d’amphicars se réunissent régulièrement au printemps, en été et en automne à divers endroits aux États-Unis pour des « baignades », dont la plus grande a lieu au réservoir de Grand Lake St. Marys (de), au centre de l’État de l’Ohio.
En 2015, le hangar à bateaux de Disney Springs, à Walt Disney World à Orlando en Floride, a commencé à proposer aux visiteurs des balades publiques en Amphicar, moyennant 125 $ par trajet pour des groupes de trois personnes maximum. Disney a considérablement repensé et amélioré les huit Amphicar de différentes couleurs d'origine de son parc pour en assurer la sécurité, la fiabilité et le confort.

## Dans la culture populaire
En 1965, deux Amphicar ont navigué avec succès sur le fleuve Yukon en Alaska.
Deux autres Amphicar ont traversé la Manche en septembre 1965,.

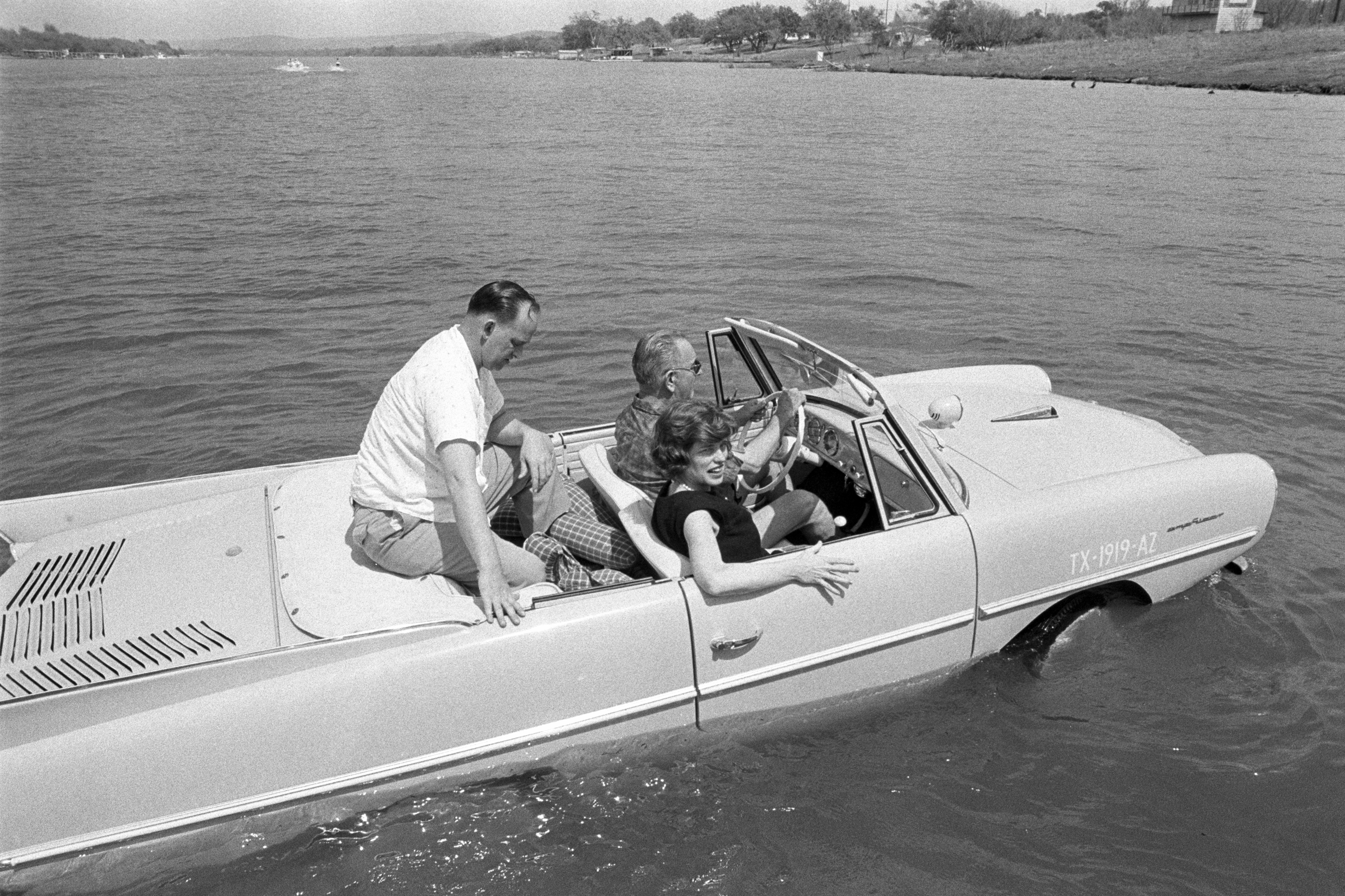
Le président Lyndon B. Johnson conduisant son Amphicar en 1965.

Dans son ranch de Johnson City au Texas, le président américain Lyndon B. Johnson appréciait cette voiture, L'une de ses blagues consistait à dévaler une colline vers un lac et au dernier moment il criait que les freins étaient défectueux. Joseph A. Califano, Jr. se souvient : « La voiture a éclaboussé l'eau. J'ai commencé à sortir. À ce moment-là, la voiture s'est stabilisée et j'ai réalisé que nous étions dans un Amphicar. Le président a ri. Alors que nous roulions le long du lac (et tout au long de la soirée), il m'a taquiné. « Vicky, as-tu vu ce que Joe a fait ? Il s'en foutait de son président. Il voulait juste sauver sa peau et sortir de la voiture. » Puis il éclatait de rire. Le secrétaire à la Santé, à l'Éducation et à la Protection sociale, John W. Gardner, aurait également été victime de cette farce. »
Plus récemment, une Amphicar a été restaurée lors du septième épisode de la onzième saison de l’émission télévisée de relooking automobile britannique Occasions à saisir (2014). La voiture a été achetée aux États-Unis pour 35 000 $ puis expédiée au Royaume-Uni. La partie inférieure de sa carrosserie s’est révélée en mauvais état et a nécessité un nettoyage complet à la soude avant de souder les panneaux de remplacement. Après un test de conduite dans la Tamise à Windsor, le véhicule restauré a été vendu 35 200 £, avec un bénéfice de 4 600 £ (selon le taux de change à ce moment-là).
Une Amphicar apparaît dans les films Rotten to the Core (en) (1965), The Sandwich Man (1966), La Folle Mission du docteur Schaeffer (The President's Analyst) (1967), L'Infaillible Inspecteur Clouseau (1968), The Laughing Woman (1969), Savannah Smiles (en) (1982), Pontiac Moon (en) (1994), et dans l'épisode 5 de la saison 4 de Chapeau melon et bottes de cuir (Castle De'ath, 1965). Un exemplaire apparaît également dans le téléfilm biographique All the Way  (2016).
En 2019, dans le premier clip de Lola Le Lann, pour son titre Lola à l’eau, une Amphicar blanche est l’« actrice » principale aux côtés de la chanteuse.

## Galerie

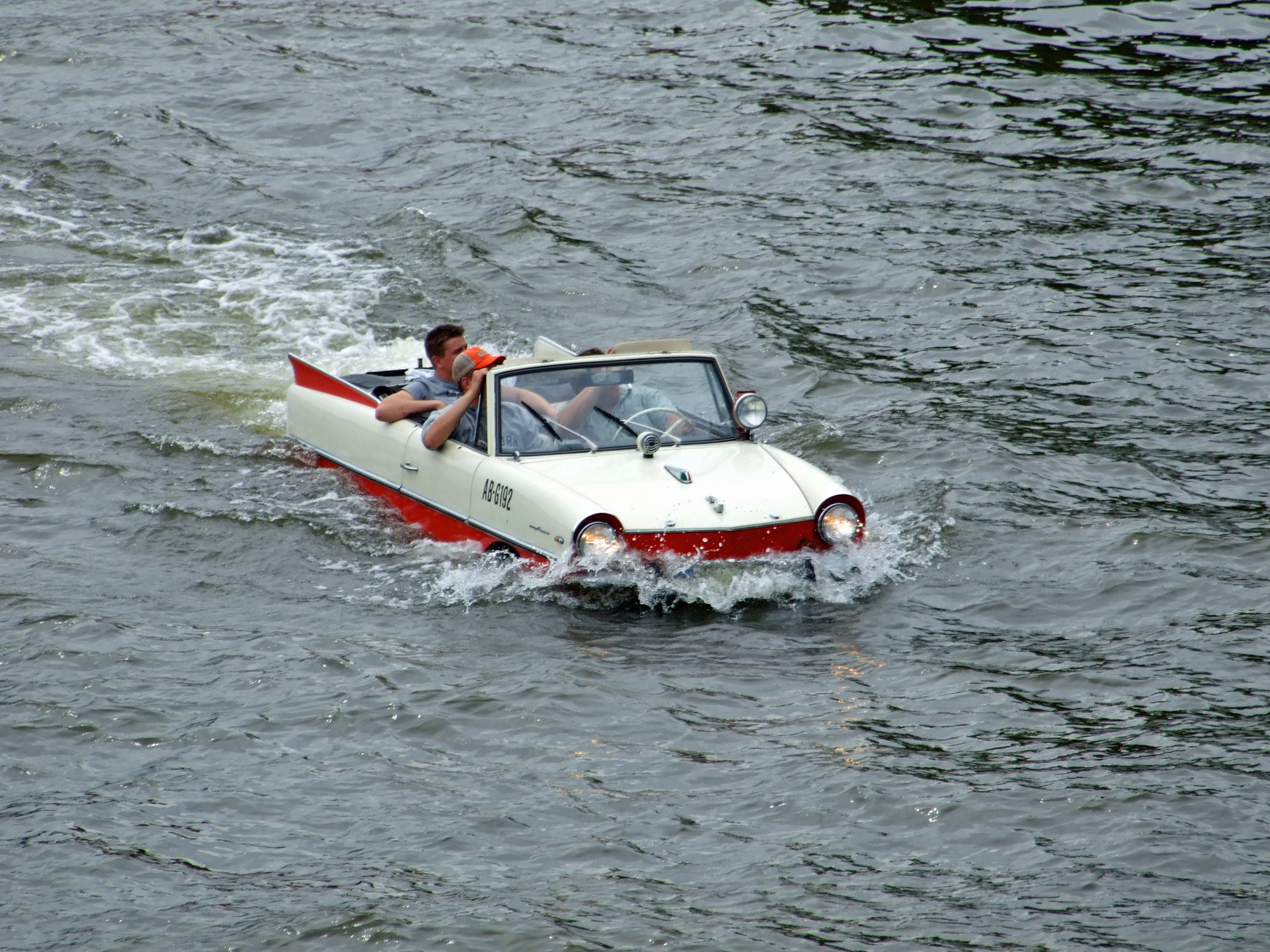
L’Amphicar en mode bateau sur le Main à Francfort.
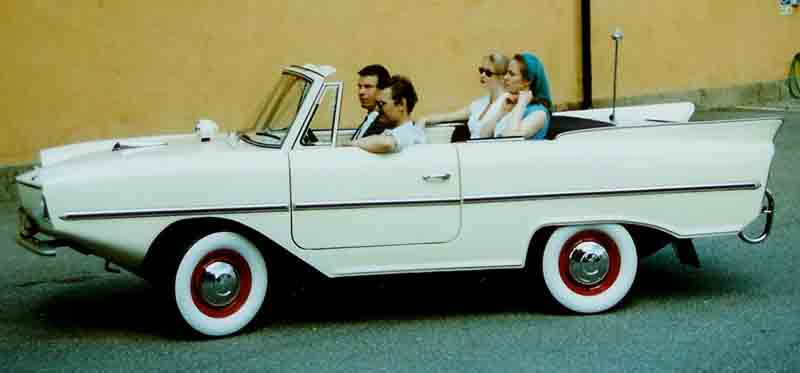
Une Amphicar de 1963 en mode automobile.
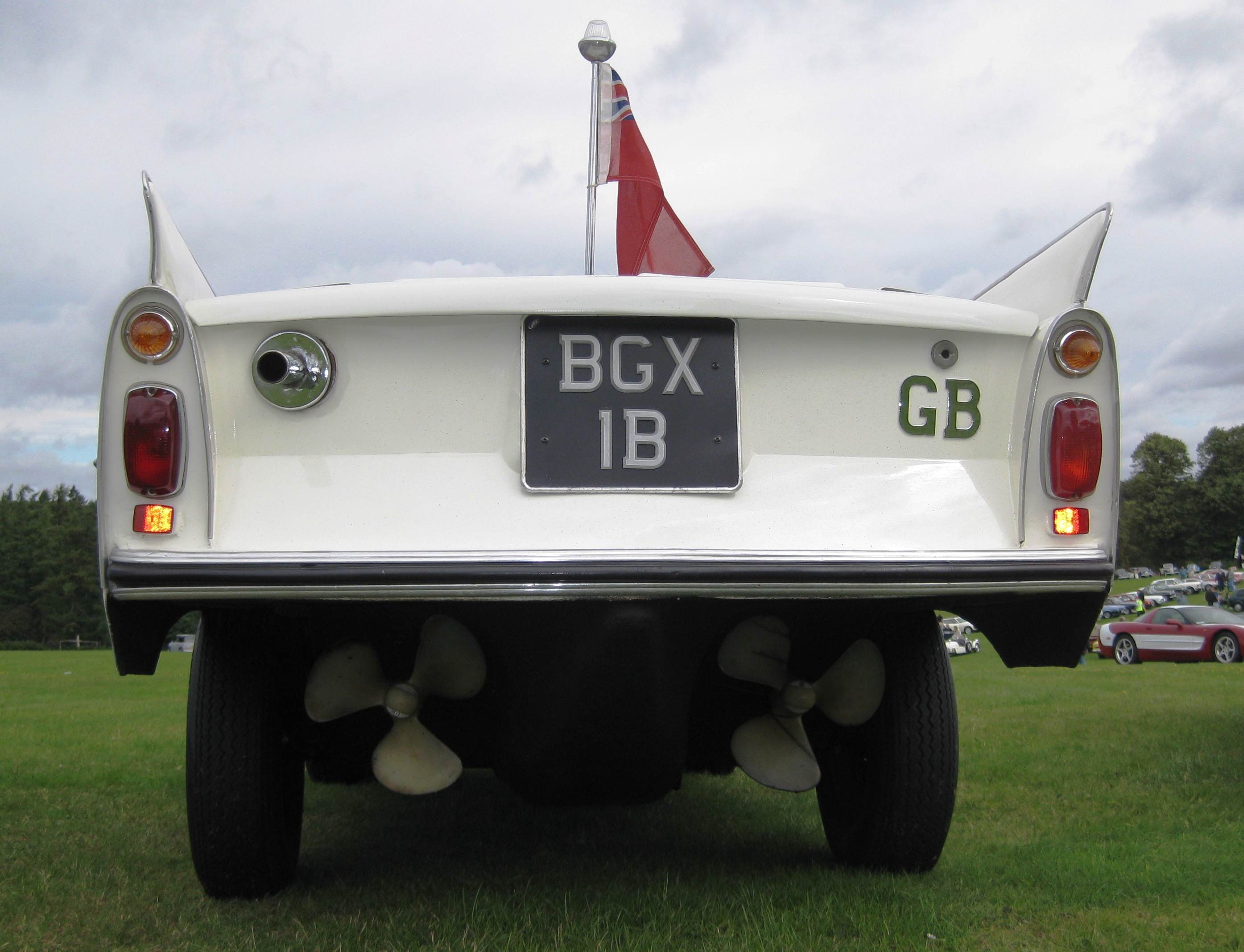
La propulsion est fournie par deux hélices montées sous le pare-chocs arrière.
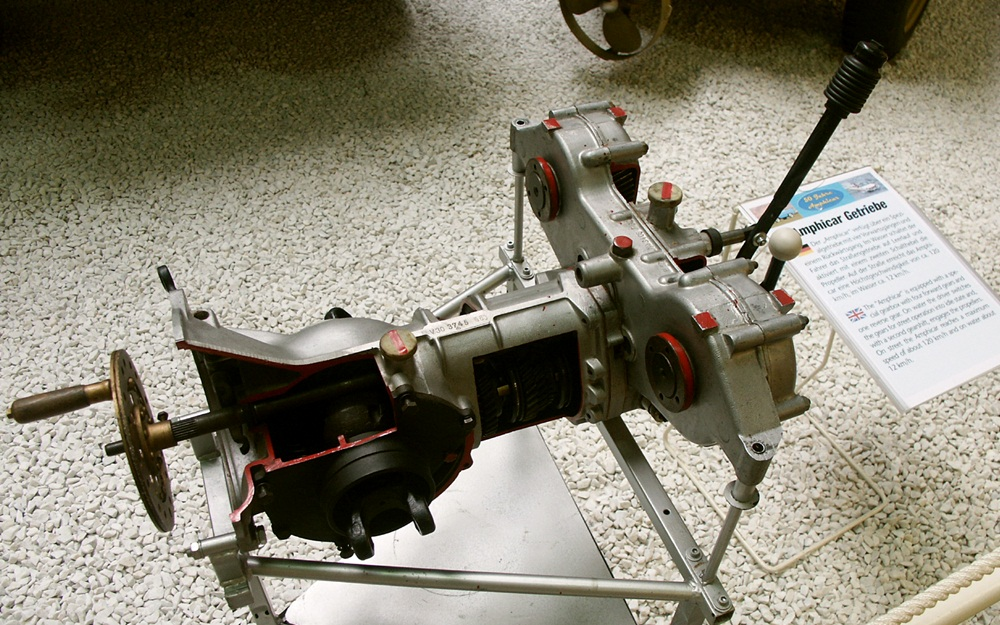
La boîte de vitesse de l’Amphicar.
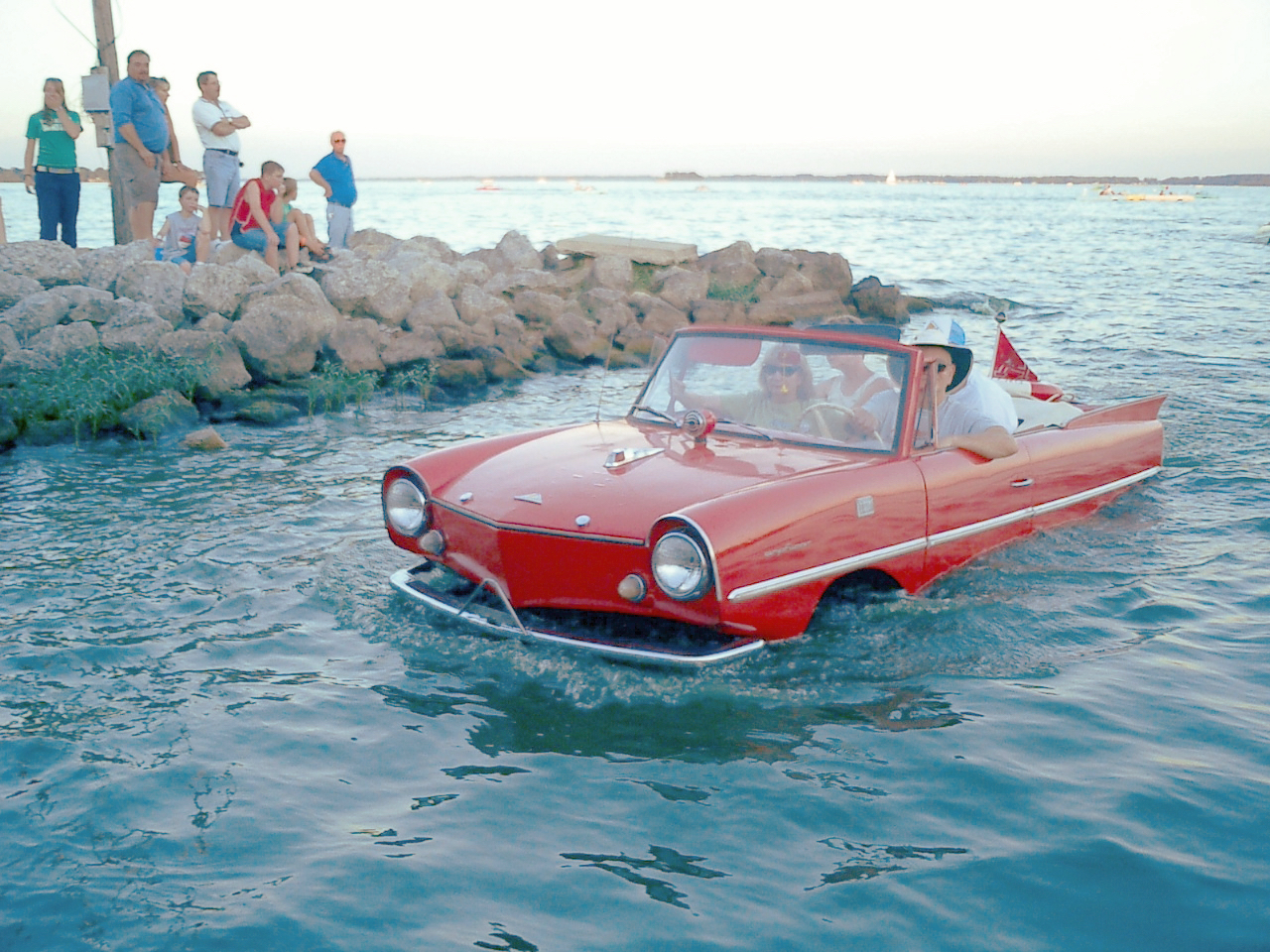
Une Amphicar sortant de l’eau.
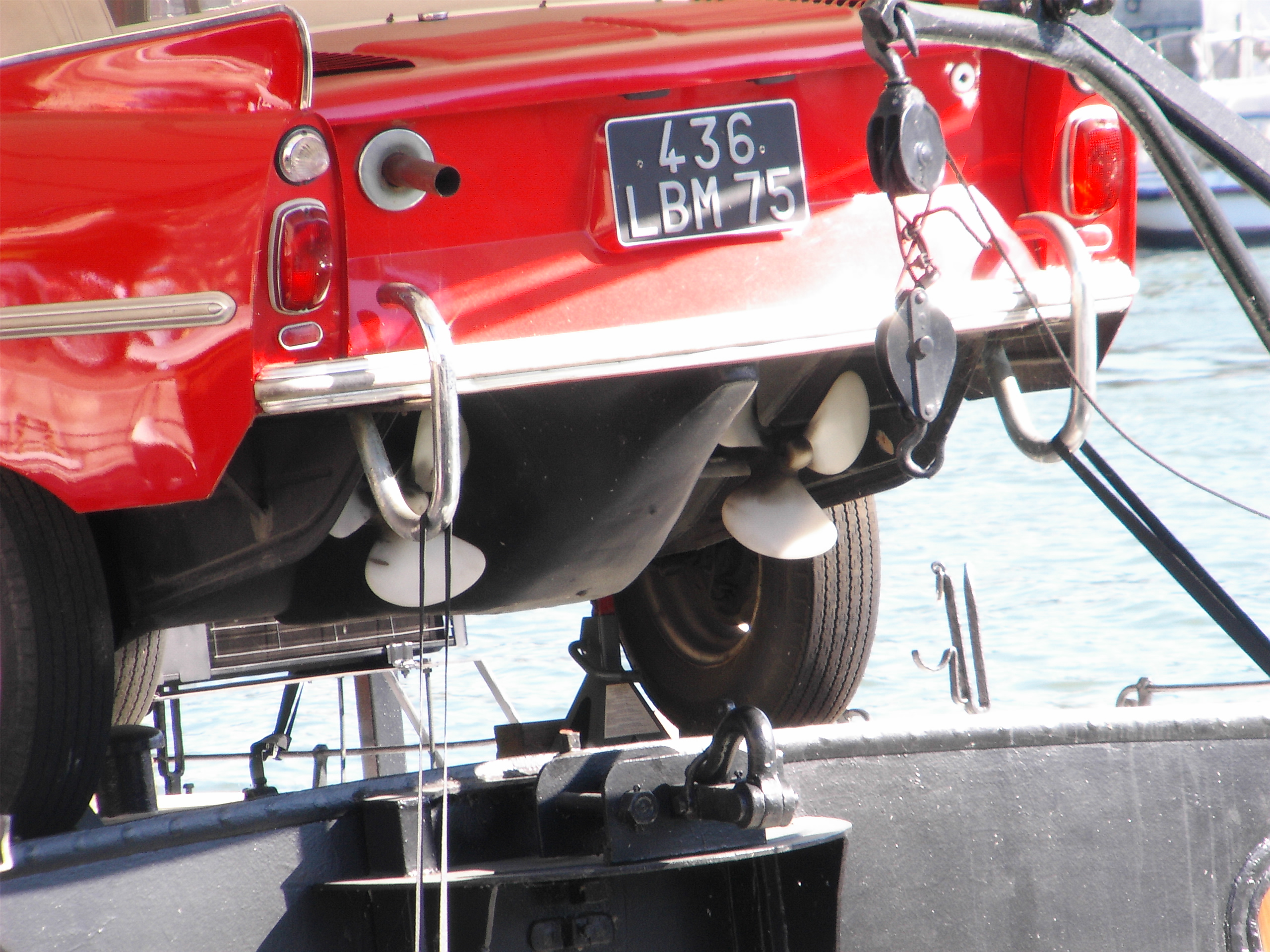
Une Amphicar sur une péniche d'habitation, hélices et tuyau d'échappement.
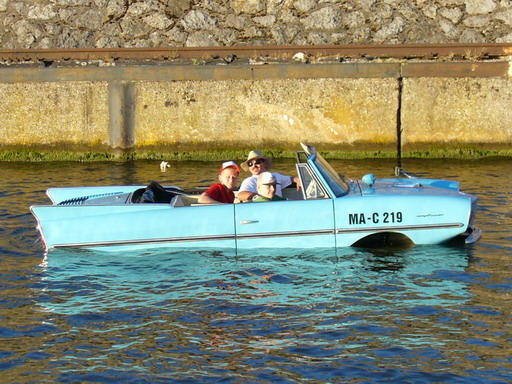
Une Amphicar dans le port de Stuttgart.
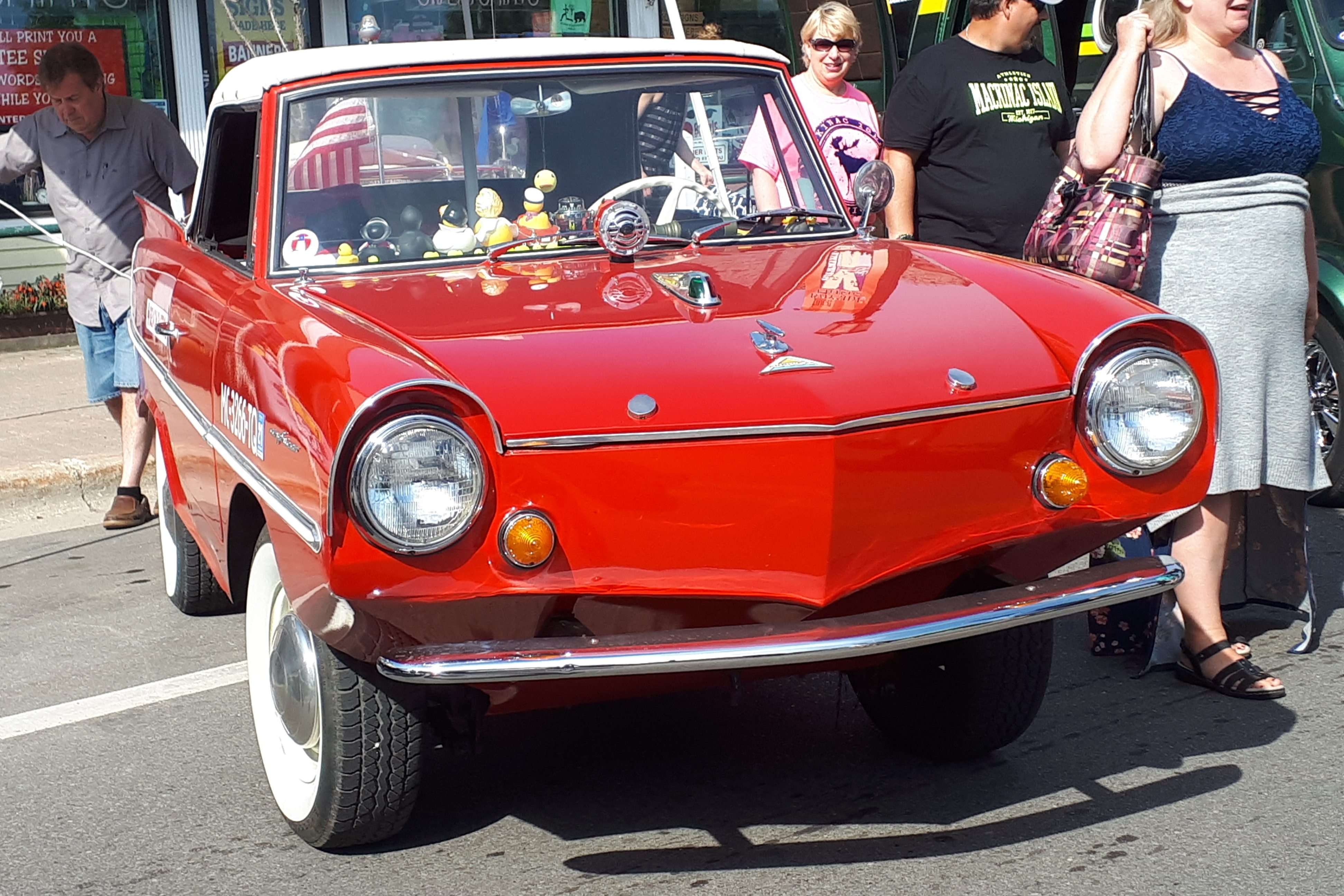
Face avant d’une Amphicar.
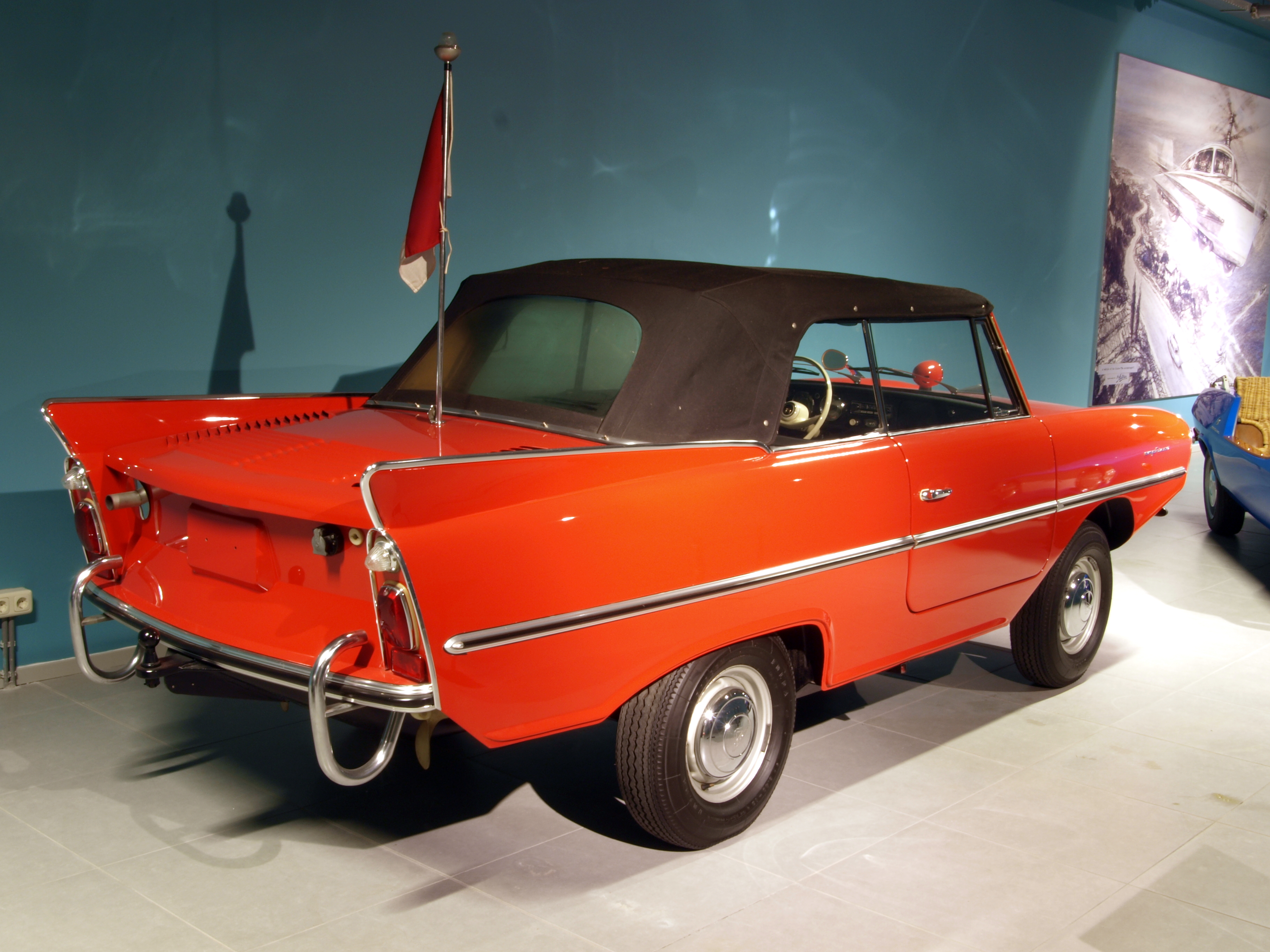
Une Amphicar de 1967 avec sa capote en place.
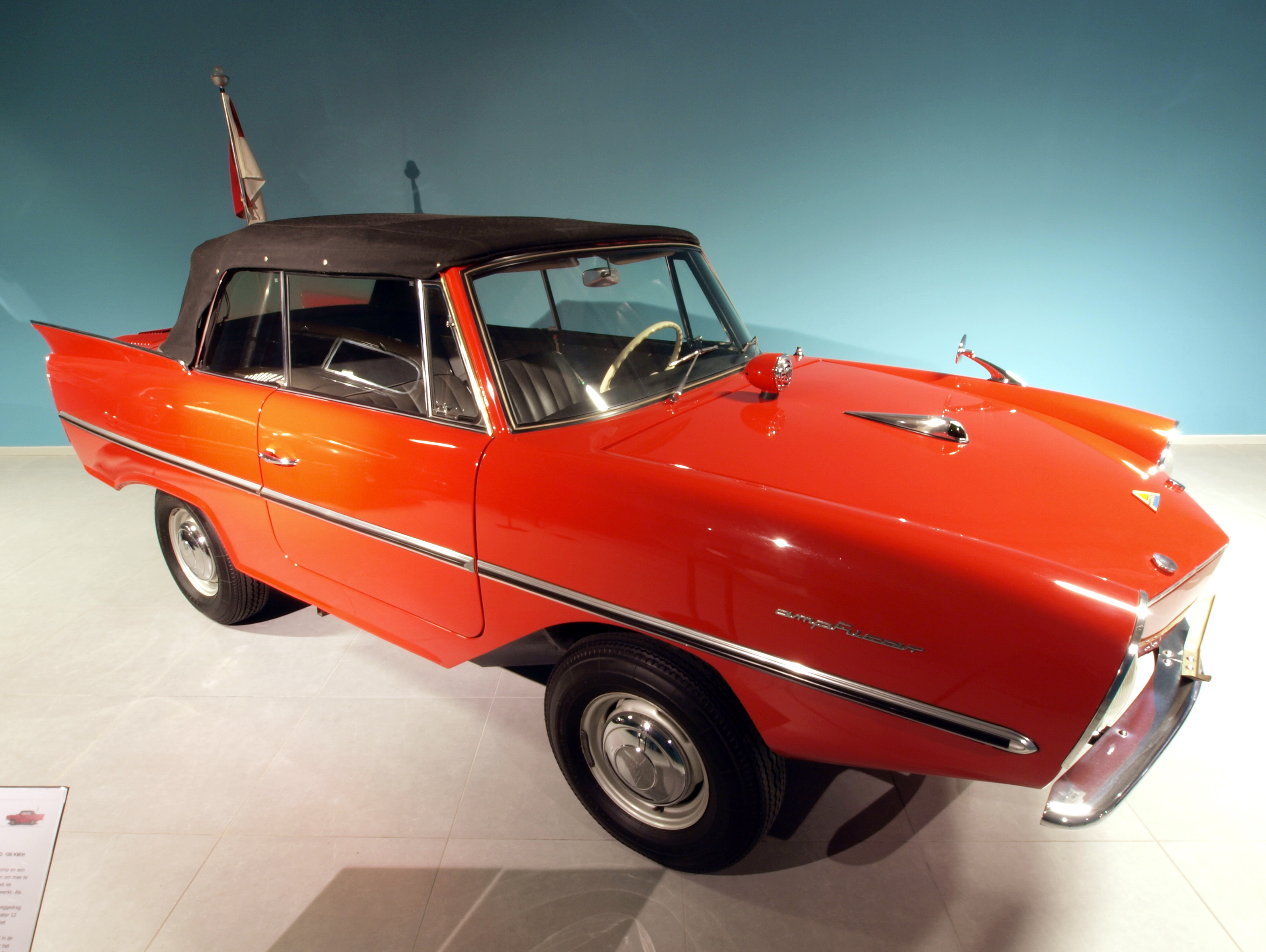
Vue avant d’une Amphicar de 1967.
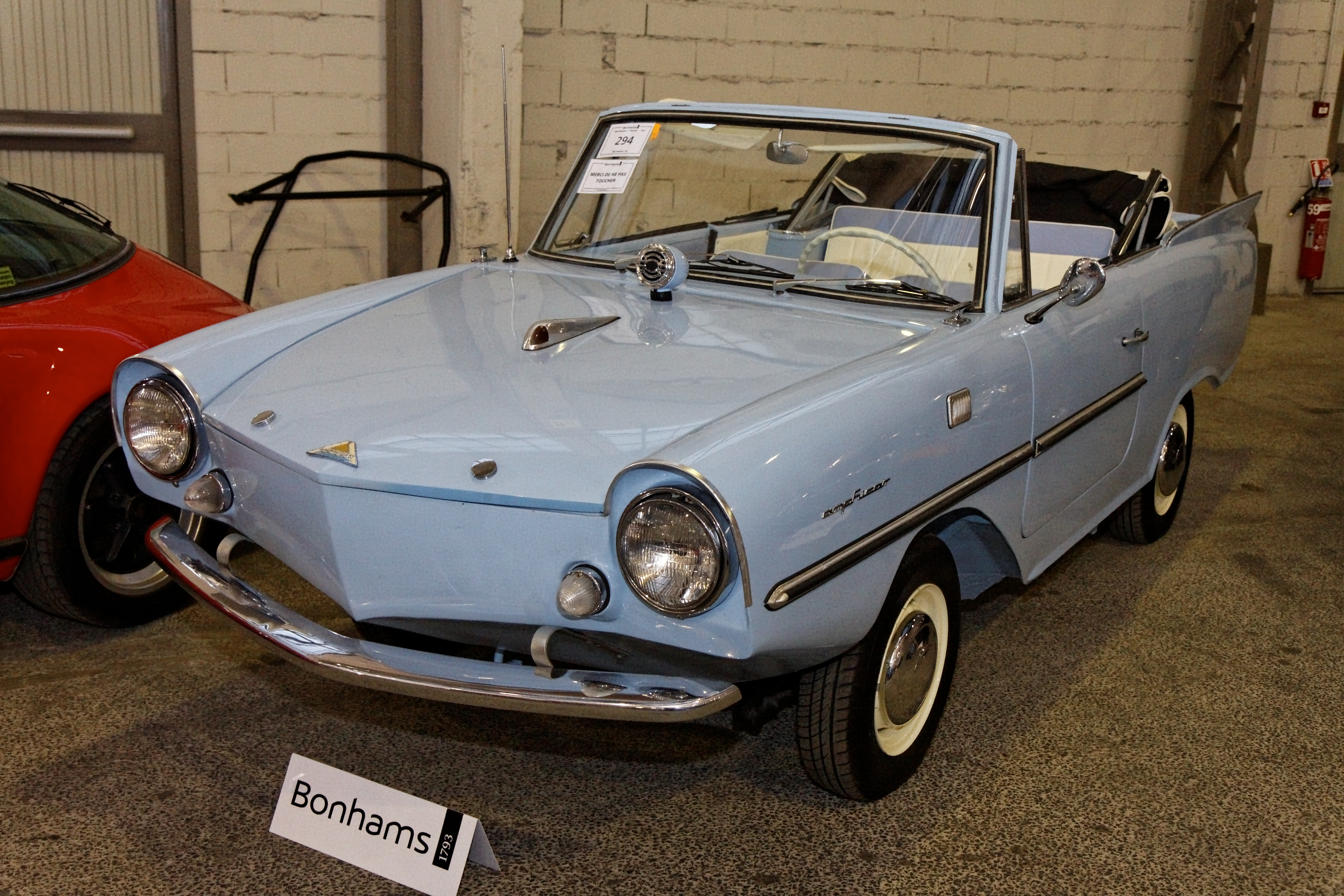
Une Amphicar de 1964.
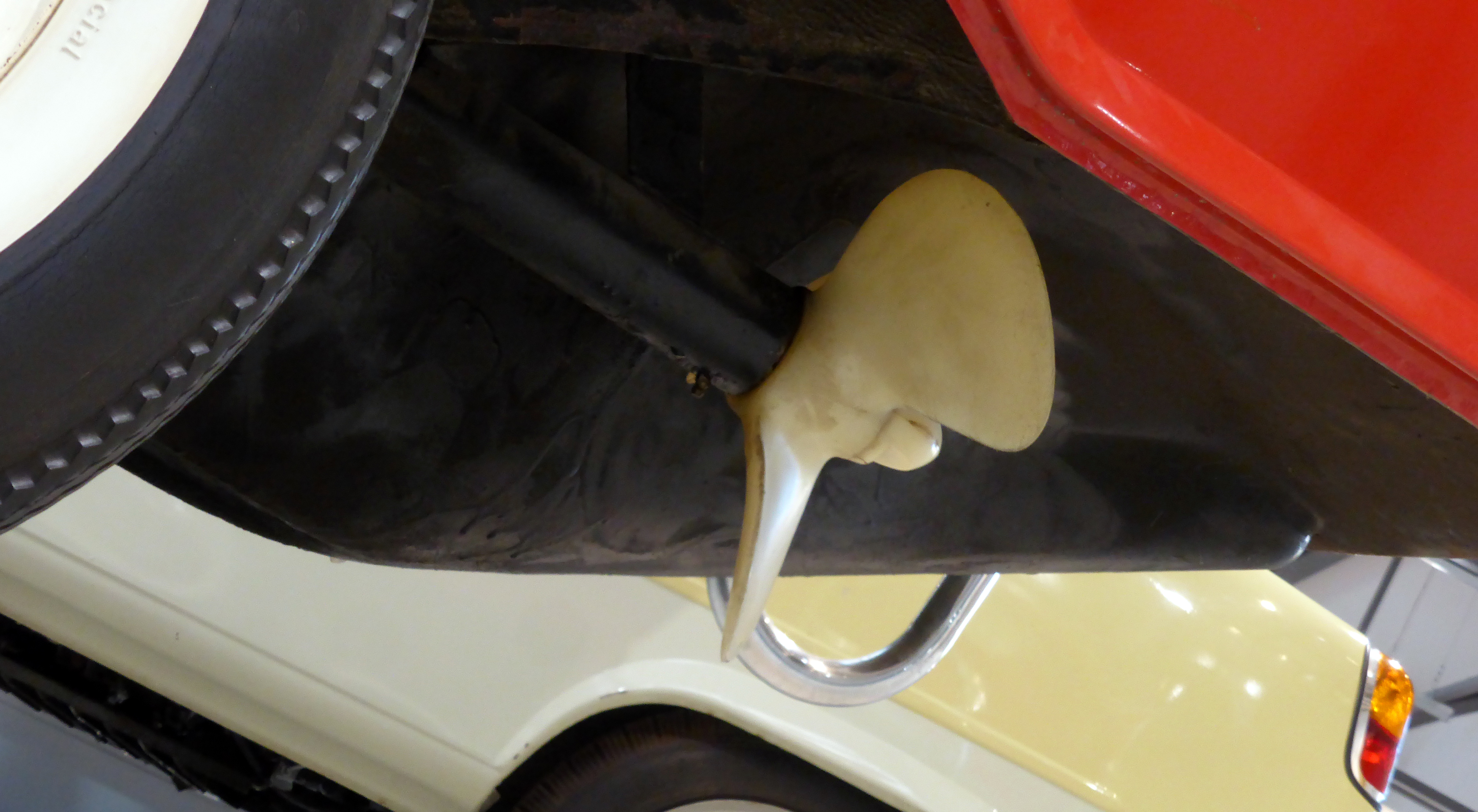
Gros plan d’une hélice d’Amphicar.